# Aurelijus Skarbalius
Aurelijus Skarbalius, kallad Auri, född 1973, är en litauisk före detta fotbollsspelare, numera tränare för Viborg. Som spelare började han som yttermittfältare hemma i Litauen, men omskolades till back när han kom till danska Brøndby IF. Auri var kvar i klubben under tio år och var bland annat ordinarie under säsongen 2001–2002 när Brøndby IF vann danska mästerskapet. 
Skarbalius avslutade spelarkarriären i Herfølge, där han så småningom tog över tränarrollen. När Herfølge sommaren 2009 fusionerade med Køge BK och bildade HB Køge, fortsatte Auri som tränare till dess att hans gamla klubb Brøndby IF erbjöd honom att ta över som chefstränare i oktober 2011. Han fick sparken den 10 juni 2013.
I februari 2014 blev det klart att Skarbalius tog över som huvudtränare för Viborg. Han lyckades inte hålla kvar klubben i Superligaen, men fick fortsätta med laget i danska andraligan som  man vann och därmed var Viborg åter i 
Superligaen sommaren 2015. Trots detta kom man överens med Skarbalius om att gå skilda vägar efter säsongen.
Efter en period som U-19 tränare i Brøndby fick Auri comeback som chefstränare för Brøndbys Superliga-lag i mars 2016 då han tog över efter att Thomas Frank hade sagt upp sig. Auri poängterade direkt när han tillträdde att han endast var en tillfällig lösning för resten av 2015/16-säsongen. Efter säsongen ersattes han av tysken Alexander Zorniger och återgick till att bli U19-tränare i Bröndby.
Auri var bland Litauens första landslagsspelare efter självständigheten från Sovjetunionen och var under flera år lagkapten för landslaget. Han har förekommit i spekulationerna kring att ta över som landets förbundskapten i samband med att Litauen har stått inför byte på posten.